# Majna–Duna-csatorna

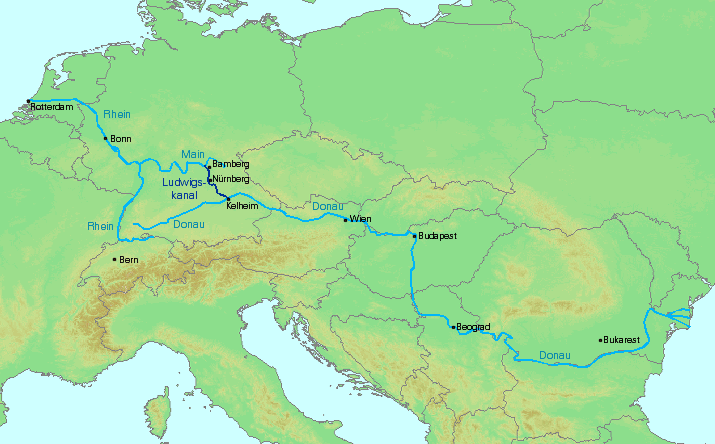
A Rajna–Majna–Duna vízi út a világ leghosszabb belvízi útja.

A Majna–Duna-csatorna vagy helytelen, de közismertebb nevén a Rajna-Majna-Duna-csatorna egy 171 kilométer hosszú mesterséges hajózási csatorna Németország Bajorország tartományában. Nemzetközi jelentőségű belvízi út, a Transzeurópai közlekedési hálózat (TEN-T) Rajna-Duna tengelyének kulcseleme. Bambergtől Kelheimig köti össze a Majnát a Dunával. 1992. szeptember 25-i átadásával létrejött a Duna–Majna–Rajna vízi út (Europakanal), amin nagy hajókkal az Északi-tengernél fekvő Rotterdamtól a Fekete-tengernél fekvő Konstancáig lehet hajózni. Ez a transzeurópai folyosó a világ leghosszabb belvízi útja, hossza 3483 km, a hozzá kapcsolódó folyószakaszokkal együtt a víziútrendszer hossza 12 000 km.

## Története
Az Újkor előtt, megfelelő szárazföldi utak hiányában a folyók voltak a legalkalmasabb kereskedelmi, illetve hadi utak. A hadseregek szállítási problémái nem csupán a harcoló alakulatok szállításával voltak összefüggésben, hanem az utánpótlás szállításával is állandóan küzdeniük kellett. Mind a Rajna, mind a Duna fontos kereskedelmi és hadi út volt, elég csak Búvár Kundra, a Nándorfehérvárnál vagy a Mohácsnál vívott csatákra gondolni. Emiatt Európa ezen két legjelentősebb folyamának összekötése évszázadok óta vágyott terv. Hamar felismerték, hogy a megvalósításra gyakorlati esély Bajorországban van, ahol a Rajna jobb oldali mellékfolyója, a Majna és a Duna meglehetősen közel halad el egymáshoz. Összekötésükhöz az őket elválasztó Frank Jura (Fränkische Alb) hegységen keresztül kell csatornát építeni.

#### Fossa Carolina
Az első kísérlet a Nagy Károly frank császár nevéhez kötődő Fossa Carolina (Károly-csatorna) volt. 792-ben földmérői kijelölték azt a helyet, ahol a Duna és a Majna mellékfolyóinak (az Altmühlnek, illetve a Schwäbische Rezatnak) medre 1800 méterre volt egymástól, és már abban az évben elkezdték a munkálatokat. Korábbi elméletek azt állították, hogy az esőzések elmosták a kiásott csatornákat, emiatt az építés félbemaradt. Újabb kutatások szerint a csatorna elkészült, és üzemelt is. Felhagyásának okai komplikált használata (zsilipek akkoriban nem léteztek, ezért a szintkülönbségeket rámpák segítségével hidalták át, ezeken kellett a hajókat áthúzni), illetve a magas használati díjak lehettek. A csatorna egy körülbelül 500 méteres szakasza a mai napig fennmaradt Treuchtlingen község közelében.

#### Lajos-csatorna

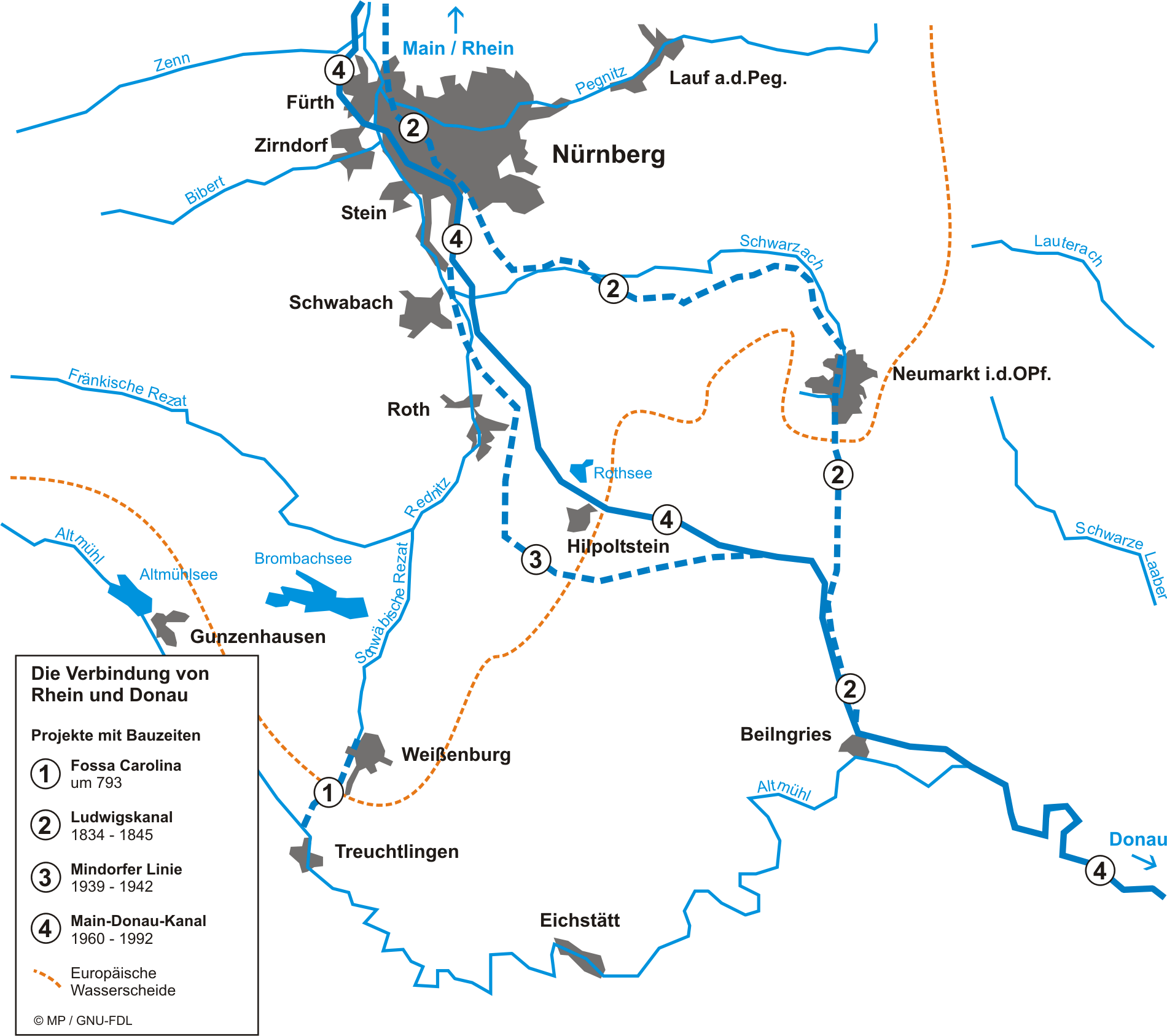
Az egyes csatornák nyomvonalai Kelheimtől Nürnbergig

A következő próbálkozásra a XIX. századig kellett várni, ez volt az I. Lajos bajor király megbízásából 1836 és 1846 között épült Lajos-csatorna (Ludwig Main-Donau Kanal). Ez, csakúgy, mint a mai csatorna, Kelheim és Bamberg között köti össze a Dunát és a Majnát. Útvonala is hasonló, de máshol halad át a vízválasztón. A két végpont között kerek 100 zsilip épült. Hosszuk 34,15 méter, szélességük 4,67 méter, Szintkülönbségük 2,33 és 3,20 méter között volt. Ebből adódóan a csatornán közlekedő hajók – tipustól függően – 24 illetve 30 méter hosszúak, és maximum 4,2 méter szélesek voltak, hordképességük 120 tonna körül volt. Az átkelés Bambergtől Kelheimig nagyjából hat napig tartott. Nagy hátránya volt a ennek a csatornának, hogy a folyami hajók nem tudták használni. Az akkoriban még jórészt szabályozatlan Majna, illetve Felső-Duna helyenként jóval sekélyebb volt, mint a csatorna, ezért ott kisebb merülésű, szélesebb hajókat használtak, amelyek a csatorna keresztmetszetéhez képest túl méretesek voltak, és a zsilipekbe se fértek volna be. Emiatt a rakományt a csatorna kezdeténél át kellett rakodni csatornahajóra, majd az átkelés után újra átrakni folyami hajóra. Ez nagy időveszteséget és anyagi terhet jelentett. Ennek ellenére a Lajos-csatorna a kezdeti években sikeres volt, ám az időközben megépülő vasúttal nem tudott eredményesen versenyezni, és üzemeltetése veszteségessé vált. A fokozatosan eljelentéktelenedő csatornát egészen 1950-ig használták, addigra azonban már javában tervezték az utódját.

#### A mai csatorna

A csatorna magassági profilja

1892-ben Nürnbergben 29 település, 13 kereskedelmi kamara és számos egyéb gazdasági szereplő részvételével megalakult a Bajor Folyam- és Csatornahajózás Fejlesztéséért Egyesület (Verein für Hebung der Fluß- und Kanalschiffahrt in Bayern), amely egy nagyobb, a kor megnövekedett igényeinek megfelelő kapacitású vizi összeköttetés létrehozását tűzte ki célul. Felismerték azt is, hogy a megvalósítás feltétele a Duna és a Majna hajózhatóvá tétele nagyhajók számára.
1921-ben a Német Birodalom és a Bajor Szabadállam megállapodást kötött a csatorna megvalósításáról. A terv kivitelezésére megalapították a müncheni központú Rhein-Main-Donau AG-t (Rajna-Majna-Duna Rt.). A vállalat alapos tervezésbe kezdett, hiszen a szabályozott rész hosszabb a Szuezi-csatornánál és a Panama-csatornánál is. A terv a csatorna építése mellett magában foglalta a Majna kiépítését Bamberg és Aschaffenburg között (onnantól a torkolatig már kiépült addigra), valamint a Dunáét Ulmtól az osztrák határig. Figyelemre méltó, hogy ha egy folyó évi 300 napon át hajózható (a XXI. században), az már ideális állapotnak tekinthető, de a vállalat már akkor egész évi hajózással számolt! Ez a szabályozással együtt járó munka a Majnán 1962-ben, a Dunán 1985-ben ért véget, összesen 33 vízlépcső megépítésével. Olyan gátrendszert építettek ki, amely biztosította a nagyobb hajók haladásához szükséges vízmélységet.

A csatorna kiviteli tervezése 1938-ban kezdődött, ugyanebben az évben a német állam saját hatáskörébe vonta az építést. Földmunkák kezdődtek a Mindorfer Linie elnevezésű tervezett nyomvonalon, de az építkezés 1942-ben félbemaradt. A Rhein-Main-Donau AG 1949-ben vette át újra a kivitelezést. Az építkezés 1960-ban kezdődött, a Bambergtől Nürnbergig tartó északi szakaszt 1972-ben adták át. Teljes hosszában 1992. szeptember 15-én vált hajózhatóvá és 1992. szeptember 25-én adták át a forgalomnak.

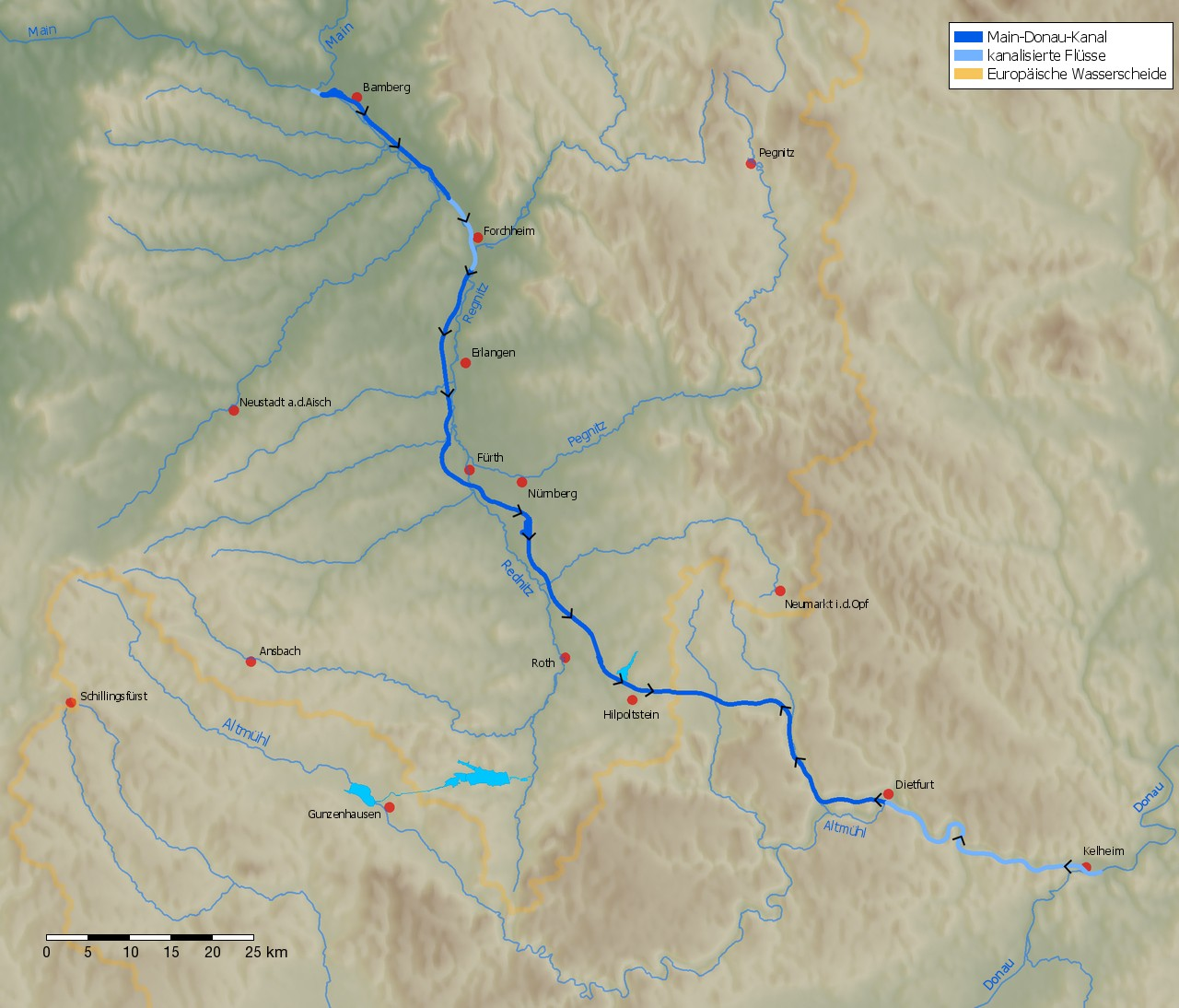
A csatorna útvonala domborzati térképen

## Nyomvonala
A csatorna kezdete Bamberg mellett található, a Majna 384-es folyamkilométerénél, a Regnitz folyó torkolatánál. Innen áthalad Bamberg központján, majd Nürnberg felé veszi az irányt. Neuses és Hausen között a Regnitz medrét használja, majd újra mesterséges mederben folytatja útját. Erlangen és Fürth városok érintésével éri el Nürnberget. Itt a központtól viszonylag távol, Eibach városrészen halad át, ahol délnek fordul. Ezután következnek a legmagasabb, közel 25 méteres szintkülönbségű zsilipek (Leerstetten, Eckersmühlen és Hilpoltstein), melyek után a csatorna 406 méteres (német, NHN rendszer szerinti) tengerszint feletti magasságon eléri a tetőpontját és áttöri a kontinentális vízválasztót. A Majna felől 175,1 méter, a Duna irányából 67,1 méter a teljes szintkülönbség a vízválasztóig. A 17 kilométeres legfelső csatornaszakaszt a bachhauseni zsilip zárja le, innen a csatorna lefelé halad a Duna felé. Dietfurtnál egyesül az Altmühl folyóval, és annak medrében folyik egészen Kelheimig, ahol összesen 171 kilométer után a Dunába ömlik.

## Műtárgyak

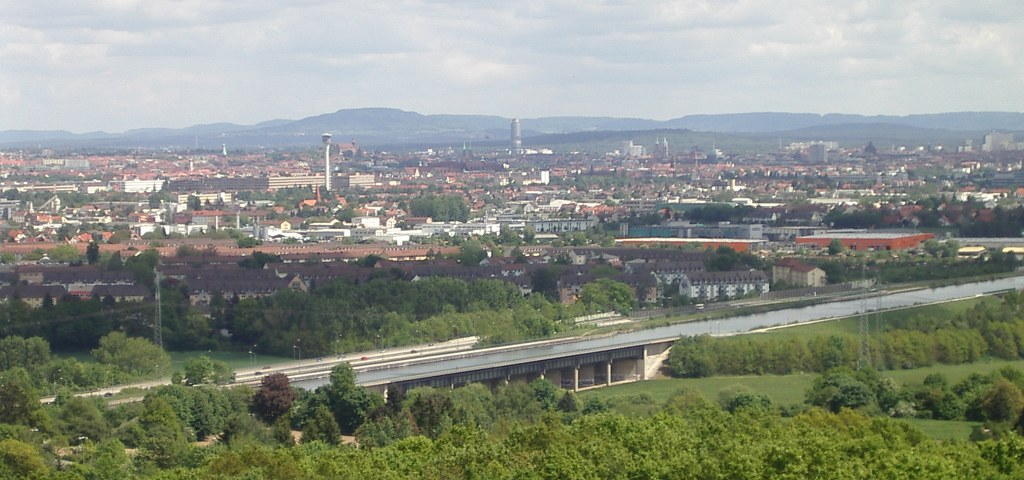
Csatornahíd Nürnberg közelében

#### Hidak
Összesen 118 hidat építettek, egy kivételével mind mederpillér nélkül ível át a csatorna felett.

#### Csatornahidak
Az építők sokat adtak a gazdaságosságra. Három helyen néztek szembe azzal a kihívással, hogy a csatornát hegyoldalak között kellett vezetni. Emiatt a Zenn, a Rednitz és a Schwarzach folyók érintett szakaszain felüljárót építettek a folyóvíznek. Ezek hidak, amin átmegy a folyómeder és hajók járnak benne. A leghosszabb ilyen híd 220 méter hosszú és megerősített acélból készült.

#### Zsilipek

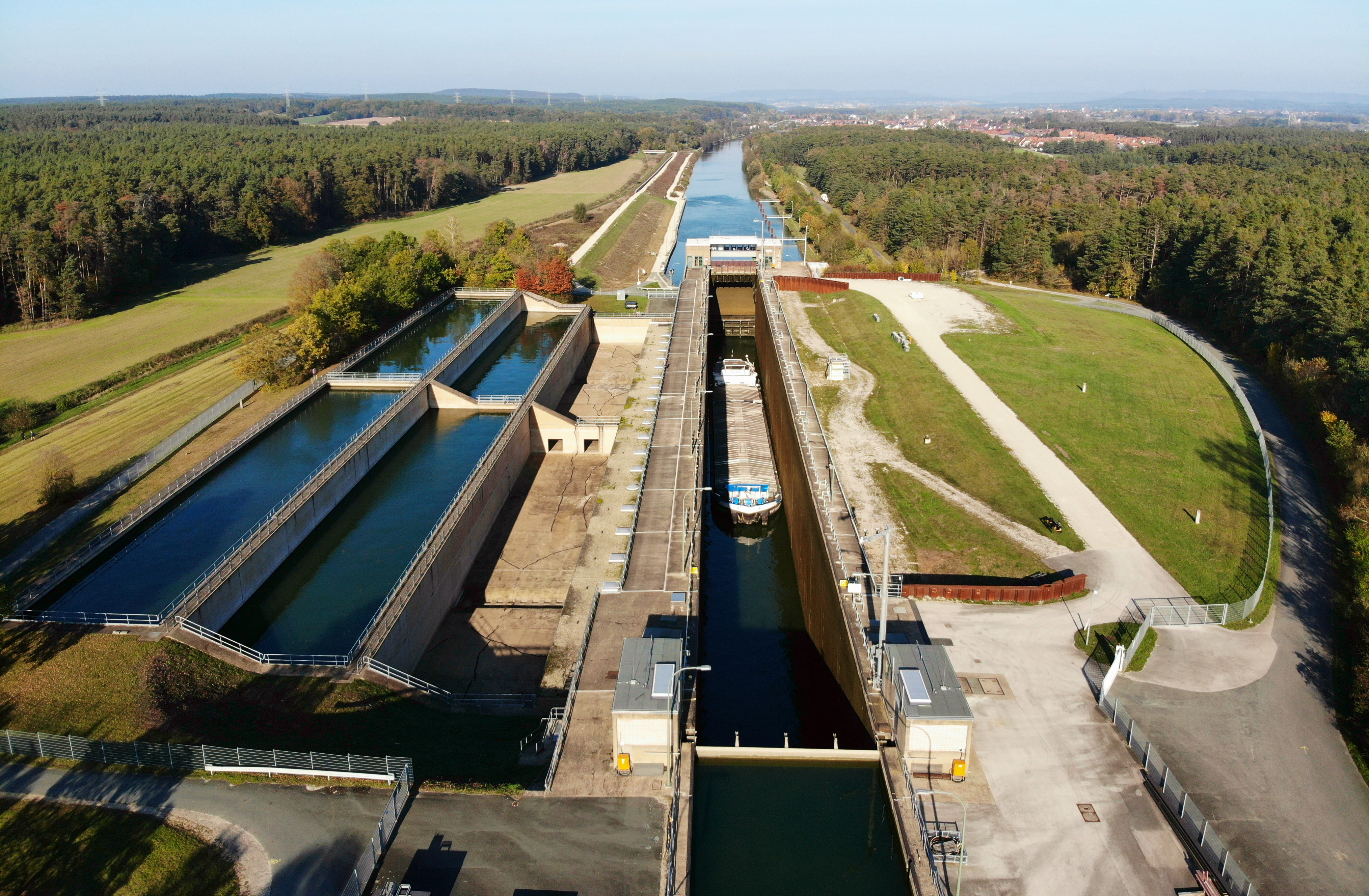
Oldalmedencés vízmegtartó zsilip Erlangen-nél

A csatornán 16 zsilip épült, melyekből 13 víztakarékos, oldalmedencés tipusú. Völgymeneti zsilipelésnél a zsilipből kiáramló víz először a medencéket tölti meg, és csak az azok megtelítése után megmaradó mennyiséget engedik ki az alvíz irányba. Hegymeneti zsilipelésnél aztán a kamra megtöltéséhez a medencékben tárolt vizet használják fel, és csak azok kiürülése után engednek vizet a kamrába a felvízről. Ezzel a módszerrel a zsilipeléshez szükséges vízmennyiség 60%-a megspórolható. Erre a természetes vízutánpótlás hiánya miatt van szükség. A zsilipek egységesen 200 méter hosszúak (ebből a használható hossz 190m) és 12 méter szélesek. A legmagasabb zsilipek 24,67 méter szintkülönbséget hidalnak át. Ez utóbbiaknál külön műszaki fejlesztésekre volt szükség, hogy a zsilipelés folyamatát felgyorsítsák, elkerülendő a hosszú várakozási időket. A zsilipeket a Karlsruhei Műszaki Egyetemen fejlesztették, Mosonyi Emil vezetésével. A zsilipek távirányítással működnek, négy irányítóközpont működtet négy-négy zsilipet. Magukban a zsilipekben nem tartózkodik kezelő.

## Környezetvédelem
A megépítéskor azt gondolták a tervezők, hogy gondosan járnak el. Először elgátolták a folyót, majd a medret kikotorták, felépítették a műtárgyakat és visszaengedték rá a folyót. Minden törmeléket elszállítottak és teljes füvesítést hajtottak végre. Rá sem lehet ismerni a környékre, hogy milyen nagy munkálatok színhelye volt. A csatorna partjainál fákat és bokrokat ültettek, így dús növényzet borítja, ahol nem kikötői részen halad át.
A környezetvédelemmel mégis gondok akadtak, amikor 1977-ben az Altmühl partja melletti Riedenburg lakói tüntetni kezdtek. 1982-ig folyt vita azon, hogy sérül-e Altmühl környezete a csatorna építésével. A kiutat Reinhard Grebe mérnök jelentette, aki ott élt, rajongott a környezetért, ugyanakkor szeretett volna csatornát is. Ő már 1972 óta részt vett a tervezésben, de ekkor javasolta, hogy nem szabad kiegyenesíteni a folyót és a holtágakat felölteni. Helyette sok nádast, félszigetet, öblöt képzelt el, amelyek megvédik a nagy hajók keltette hullámoktól a vízben élő állatokat. Grebe dolgozta ki a környék környezetvédelmi tervét, amely azóta is mintaértékűnek számít a tájépítészetben. A Környezetvédelmi Minisztérium rendeletet hozott, mely szerint az építési alap 5%-át kell a környezetvédelemre fordítani. Grebe 1972–1992 között folyamatosan egyeztetett minden érintettel, hogy olyan megoldások szülessenek, melyek mindenkinek megfelelőek. Ő mondta, hogy 5 évig veszekedtek, majd 15 évig vitáztak és a vita alakította ki a tökéletes megoldást.

## Hajózás
A csatorna ugyan végig hajózható transzkontinentális útvonalat nyitott meg, a hidak és zsilipek determinált fizikai határokat szabnak. Utóbbiak befogadóképességéhez igazodnak a folyami szállodahajók maximális méretei: 135 méter hosszúsággal, 11,5 méter szélességgel és 2,7 méter merüléssel. Tolt kötelékek (folyami teherhajók) esetében 190 méter a megengedett legnagyobb hossz.
A Majna és a Majna–Duna-csatorna használata a hajóknak 2018. december 31-ig díjköteles volt, 2019. január 1. óta a használat ingyenes.
A csatorna a teherszállítás szempontjából az optimista jóslatok ellenére a mai napig nem váltotta be a hozzá fűzött reményeket. Az éves továbbított árumennyiség 2000-ben volt a legnagyobb 8,35 millió tonnával. 2020-ban mindössze 3,1 millió tonna áru haladt át Kelheimnél, miközben a csatorna kapacitását 14-18 millió tonnára becsülik. Az okok között megemlíthető, hogy a hagyományosan teherhajóval továbbított ömlesztett és folyékony tömegáruk forgalma általában csökken, miközben a növekvő konténerágazatot a csatorna nem tudja kiszolgálni. Az alacsony hidak miatt a hajókra csak korlátázott mennyiségű konténert tudnak rakodni, ezért a gazdaságos szállítás nem lehetséges. Ugyancsak fontos, hogy a Majnával ellentétben a Duna hajózhatóságának kiépítése félbemaradt. Németországban a tervezett hétből hat vízlépcső épült meg Kelheimtől az osztrák határig, de nem épült meg Vilshofennél a tervezett utolsó. Emiatt a Vilshofen-Straubing vonalszakasz, és így az egész útvonal csak időszakosan, kiszámíthatatlanul hajózható. Miután a vízlépcső építése környezetvédelmi aggályok miatt belátható időn belül nem várható, a szakasz hajózhatóságát 2020 óta hagyományos folyamszabályozási eszközökkel igyekeznek javítani. A Duna magyarországi szakasza ugyancsak korlátozottan hajózható. A nagymarosi vízlépcső építésének leállítása óta komolyabb beavatkozás a hajózhatóság javítása érdekében nem történt.
A teherszállítással ellentétben a személyszállítás forgalma folyamatosan növekszik. A szállodahajós üzletág óriási fejlődésen ment át az ezredforduló óta, a hajók száma megtöbbszöröződött. Az Amszterdam-Budapest utazás az egyik legnépszerűbb a kabinos szállodahajók kínálatában.

## Fordítás
- Ez a szócikk részben vagy egészben  a   Main-Donau-Kanal című német Wikipédia-szócikk ezen változatának fordításán alapul.  Az eredeti cikk szerkesztőit annak laptörténete sorolja fel. Ez a jelzés csupán a megfogalmazás eredetét és a szerzői jogokat jelzi, nem szolgál a cikkben szereplő információk forrásmegjelöléseként.